# Nils von Goës
Nils Johan Reinhold von Goës, född 16 maj 1906 i Bergviks församling, Gävleborgs län, död 15 september 1993 i Söderhamn, var en svensk kamrer och museiman. Han var son till Axel Gustaf Reinhold von Goës (1871–1949), bokförare vid Bergvik och Ala AB i Söderhamn. 
Efter realexamen vid Söderhamns samrealskola och språkstudier i Storbritannien och Tyskland blev von Goës tjänsteman vid Bergvik och Ala AB 1929 och kamrer där 1951. Han var även ansvarig för skötseln av Söderhamns museum, inrymt i det gamla Borrhuset, vilket ursprungligen tillhörde Söderhamns gevärsfaktori. Han ligger, i likhet med en rad medlemmar av ätten von Goës, begravd på Söderala kyrkogård.